# Плава боја
Плава боја представља неку из скупа сличних боја. Када долази као чиста боја из једног извора, одговара таласној дужини од око 420–490 нанометара. Сматра се једном од три примарне адитивне боје РГБ система; плаво светло има најкраћу таласну дужину од ове три примарне боје (друге две су црвена и зелена).
У српском језику, за опште означавање плаве боје често се користи и назив плаветна боја, који представља поетски синоним за плаву боју, а најчешће се употребљава у изразима као што су: плаветно небо (светлија нијанса плаве) и плаветно море (тамнија нијанса плаве).

## Типови
Плави пигменти се понекад праве од минерала као што су афгански лазуки, кобалт и азурит, и плаве боје се праве од биљних материјала; овично врбовника у Европи, и Indigofera tinctoria, или правог индига, у Азији и Африци. У данашње време се већина пигметната и боја се прави помоћу хемијских процеса.
- Чисто плаво, такође познато као високо плаво, није помешано са било којом другом бојом
- Морнарскоплава боја, коју овде носи адмирал Хорејшио Нелсон, најцрња је нијанса чисте плаве боје
- Небеско плава или бледо азурна, на средини је између плаве и цијан боје
- Египатско плав пехар из Месопотамије, 1500–1300. п. н. е. Ово је била права синтетичка боја, први пут направљена око 2500. п. н. е.
- Екстракт природног индига, најпопуларнија плава боја пре изума синтетичког индига
- Блок афганскиг лазурита, оригинално кориштеног за прављење ултрамарина
- Ултрамарин, благо љубичасто-плава, на слици Ђованија Белинија. То је био најскупљи пигмент током ренесансе.
- Кобалтом обојени витражни прозори Сен Шапела у Паризу (1250)
- Пруско плаво, боја униформе армије Пруске, била је изумљена око 1706. године
- Византијско плаво, на прелазу из лазули плаве у египатску плаву, најчешће примењивана у византијском фрескосликарству (Аја Софија, Студеница...)

## Етимологија
Према Палмеру, судбина лексике боја у језицима у великој мери је одређена тиме што људи при сусрету с неком датом колористичком стварношћу, не уочавају само њену конкретну хроматску вредност, већ и то како се та вредност у датом случају устројава; каква јој је нијанса и да ли поседује сјај. Такав је случај био и са плавом бојом у индоевропској групи језика и она је изгледа у почетку у српском језику означавала светлу нијансу. Тако је у Лици, крајем XIX века постојао прилошки облик плаво који је управо описивао светлу нијансу било које боје, о чему постоји извештај Вида Вулетића-Вукасовића, објављен 1899. Миодраг Марковић је 1986. објавио извештај о истој употреби овог термина у Црној Реци. Конфузија око значења плаве боје у српском језику настала је зато што се термином „плаво“ именују две боје (које су иначе у типичном хроматском опозиту) плава и жута. У ствари, тиме се именује специфична хроматска одлика (неба на пример), па тако и најсветлија боја човекове косе, иако је она у ствари жута.
Са друге стране, речју модро се у Пироту означава тамно, о чему сведочи извештај Новице Живковића 1987. У неким селима, а према извештајима др Недељка Богдановића и др Вилотија Вукадиновића, као и неких других аутора, овај термин се користи за жито, као и за зелену боју биља, иако у тим областима зелена боја постоји као термин. Могуће је да су њиве повезиване са овом бојом пре свега због митологије и пољопривредног култа, а који је повезивао Сунце, небо и зрење жита, радије него због хроматских својстава боје.
Латинска реч „flavus“ (која се повезује са словенским термином за плаву боју) се односи на људе светле косе и тена, а flamma, која је изгледа од истог корена, означава ватру. У руском језику модро осим тегет боје, означава и тамну нијансу. У велшком реч „glas“, која је еквивалент енглеског blue, употребљава се за описивање зелене боје биљака. Према студији Берлина и Кеја о томе како се боје именују широм света може се наћи и пример у неким домородачким говорима Нигерије постоје две речи; пупу и ии, од којих се прва односи на нијансе најсветлијег плавог и сивог, а друга на тамније нијансе, укључујући и црно, па стога њих појединци и не сматрају називима боја, већ светлости.

## Историја
Историчар Мишел Пастуро (Michel Pastoureau) је објавио књигу о историји боја („The History of a Color“), награђену 2009. бронзаним одликовањем независних издавача у категорији лепих уметности. У тој књизи је обрадио и историју плаве боје. По његовом мишљењу, плава боја се издваја од других, на шта указују многобројне анкете. Према резултатима, половина становника Европе највише воли плаву, посебно становници Француске. Плава је омиљена и међу становницима САД, Канаде и Аустралије. Међутим, није увек било тако. За старе Римљане, плава је била боја варвара, јер су њоме премазивали тело пре одласка у битку. Цезар је сматрао да им је то давало „фантомски“ изглед. Супротно томе, најдража боја романтичара је била плава, као и импресионисте сликара Манеа. Још у 10. веку су нијансе плаве почеле да се појављују на грбовима племства. Европски краљеви су носили азурну одору са златним љиљанима, а црквени великодостојници су користили плаве огртаче, сматрајући ту боју симболом духовности. У само неколико деценија 12. века плава боја је постала изузетно модерна; не само на одећи, грбовима и сликама, већ и на емајлу, витражима и старим рукописима. Французи су дали и називе разним нијансама, као што су азурноплава, небоплава, маринскоплава, ноћна плава, зеленоплава, сивоплава, паун-плава, кобалтноплава итд. Према Пастуру, у модерно време постоје и метафизичка и политичка плава. Зидови болница су плави, поједине пилуле за смирење такође. Сви саобраћајни знаци који означавају допуштено кретање плаве су боје, јер плава није агресивна. Наиме, после средњег века, плава се доводила у везу са весељем, љубављу, лојалношћу и миром. Сликар модерних времена и урбаног насиља, Жан Монори, сматра да је боја хемоглобина плава, мада се иначе у средњем веку боја крви племства описивала овом бојом. Данас су униформе војника Уједињених нација и Европске заједнице плаве, али и фармерке као „униформа модерног света“. Иако се описује као весела боја, на енглеском (и француском језику) реч blue у фрази „I feel blue“ значи „Тужан сам“.

## Симболика и психологија
Према писању сајта „Амфитеатар“, плава и црвена боја имају велики утицај на људско понашање. У истраживању названом „The Body Human“ вршено је испитивање утицаја ове две боје на дизача тегова и на бебе. Показало се да је дизач морао да утроши много више енергије када би испред себе имао панел обојен плавим. Бебе нису плакале док су гледале плаву, али јесу када су гледале црвену боју. Према наводима истог сајта, који се осим на истраживања позива и на комплетну западну културу, плава боја симболизује поверење, поузданост, припадност и опуштеност. Према сајту Adria Talk плава боја се повезује са истином, правдом, духовности, миром, сигурношћу, младости, снагом, поверењем, оданошћу, ауторитетом, редом, али и тугом, меланхолијом и депресијом. При томе се аутори позивају на неименоване студије које су наводно показале да плава успорава ритам срца, смањује апетит и температуру тела и доприноси опуштању. Такође наводе и да ова боја осим што опушта, поспешује моћ учења и комуникацију и да је омиљена међу конзервативним људима. Агенција S&S на свом сајту тврди слично; с обзиром да плаво асоцира на небо и море, она опушта и симболише поверење, поузданост, префињеност, смиреност, реалност, оданост, сигурност, мисаоност, припадност, опуштеност, професионализам итд. Такође се наводи да је ово популарна и најкоришћенија боја у уметности и дизајну.

## Занимљивост
Сове су једине птице које виде плаву боју.